# Olibrus vittatus
Olibrus vittatus is een keversoort uit de familie glanzende bloemkevers (Phalacridae). De wetenschappelijke naam van de soort werd in 1863 gepubliceerd door John Lawrence LeConte.